# Carlo Barabino
Carlo Barabino (Gènova, 1768-1835) va ser un arquitecte i urbanista italià, actiu principalment a Gènova, la seva ciutat. El 1818 va ser-ne nomenat arquitecte municipal. És autor de projectes urbanístics determinants per a l'expansió de Gènova durant el segle xix i d'edificis tan emblemàtics com el teatre Carlo Felice (1827, destruït arran de la Segona Guerra Mundial i reconstruït el 1991) o la seu de l'Acadèmia Lígur de Belles Arts (1831), ambdós situats a la plaça De Ferrari de Gènova. Va projectar el Cementiri monumental de Staglieno, tot i que la realització del projecte va ser duta a terme, després de la seva mort, per l'arquitecte Giovanni Battista Resasco. És un representant destacat de l'arquitectura neoclàssica a Itàlia.